# Philippe Kridelka
Philippe Kridelka (Charleroi, 18 mei 1960) is een Belgisch diplomaat.

## Levensloop
Philippe Kridelka studeerde geneeskunde en rechten aan de Université de Liège. Hij was achtereenvolgens eerste secretaris in Teheran (1989-1992), adjunct-directeur Centraal-Europa op het ministerie van Buitenlandse Zaken (1992-1995), ambassaderaad in Warschau (1995-1998), diplomatiek adviseur van vicepremier en minister van Economische Zaken en Buitenlandse Handel Elio Di Rupo (PS) (1998-1999), ambassaderaad bij de permanente vertegenwoordiger bij de Europese Unie (1999-2000) en diplomatiek adviseur van minister van Werkgelegenheid en Gelijkekansenbeleid Laurette Onkelinx (PS).
In 2000 werd hij ambassadeur in Singapore, tevens geaccrediteerd in Brunei en in 2005 permanent vertegenwoordiger bij UNESCO, in 2009 ging hij aan de slag op het directoraat-generaal van UNESCO en in 2010 werd hij vertegenwoordiger van UNESCO bij de Verenigde Naties in New York. In 2013 werd Kridelka secretaris-generaal van het Huis van Zijne Majesteit de Koning, in 2017 ambassadeur in Bangkok, tevens geaccrediteerd in Cambodja, Laos en Myanmar, en in 2020 permanent vertegenwoordiger bij de Verenigde Naties.

## Eretekens
- België: Officier in de Kroonorde.[1]